# LQSat
LQSat ist ein chinesischer Erdbeobachtungssatellit der Jilin-1-Konstellation, welcher der Technologieerprobung dient und eine Amateurfunknutzlast trägt. Er wurde am Changchuner Institut für Optik, Feinmechanik und Physik der Chinesischen Akademie der Wissenschaften gebaut und wird von der Chang Guang Satellitentechnik GmbH, einer Ausgründung des Instituts, betrieben. Die Frequenzen wurden von der IARU koordiniert. Der Satellit verfügt über eine Kamera, die die Erdoberfläche mit Auflösung von 4,7 m darstellen kann.

## Mission
Der Satellit wurde am 7. Oktober 2015 mit einer Chang Zheng 2D (CZ-2D)-Rakete, gemeinsam mit drei weiteren Satelliten von Startplatz 43/603 des Kosmodroms Jiuquan, aus der Inneren Mongolei gestartet. LQSat erreichte eine Sonnensynchrone Umlaufbahn mit einer Höhe von ca. 656 km.

## Frequenzen
- 437,65 MHz mit 0,5 W (27 dBm) in Telegrafie (25 WPM) oder 800 bps MSK CSP Packet
- 2,404 GHz mit 1 W (30 dBm) mit 1 Mbps mit QPSK-Modulation.